# Common Public Radio Interface
Das Common Public Radio Interface (abgekürzt: CPRI) definiert eine Schnittstelle zwischen Funkausrüstungssteuerung (englisch Radio Equipment Control, REC) und Funkausrüstung (englisch Radio Equipment, RE) einer Mobilfunk-Basisstation. Üblicherweise ist das REC die Basisbandsignalverarbeitungseinheit der Basisstation, das RE ein Antennenmodul.
CPRI ist eine Industrie-Kooperation der Firmen Ericsson, Huawei Technologies, NEC Corporation, Nortel Networks, Alcatel-Lucent und Nokia Solutions and Networks, welche die CPRI-Initiative 2003 gegründet haben. Die CPRI-Schnittstelle unterstützt sowohl elektrische als auch optische Übertragung von I/Q-Samples. Die optische Übertragung erlaubt es, die Funkausrüstungssteuerung und die Funkausrüstung räumlich voneinander getrennt aufzustellen. Die Spezifikation der CPRI-Schnittstelle ist online frei verfügbar.

## Systemarchitektur
Grundsätzlich können RECs und RE beliebig viele Ports zu anderen RECs bzw. REs haben. Dabei handelt es sich jedoch immer um einzelne Punkt-zu-Punkt-Verbindungen. Eine Verbindung besteht aus einem Master- und einem Slaveport, die sich hauptsächlich durch die folgenden Punkte unterscheiden:
- Der Slave kann den Referenztakt des Masters zurückgewinnen.
- Der Slave passt sich entsprechend seiner Möglichkeiten den Linkgeschwindigkeiten des Masters an.
- Üblicherweise ist der Slaveport Teil eines REs und der Master Teil eines RECs

CPRI definiert zwei Netzwerkschichten, die Sicherungsschicht und die physische Schicht. Die Sicherungsschicht definiert die Datenzugriffssteuerung und die Flusssteuerung, während die physische Schicht die optischen sowie elektrischen Übertragungseigenschaften definiert und ein Zeitmultiplexverfahren zum Übertragen von unterschiedlichen Datenkanälen enthält. Im Wesentlichen gibt es drei verschiedene Datenkanäle: Einen Nutzdatenkanal für I/Q-Samples, einen Steuerdatenkanal und einen Synchronisationskanal.

## Linkgeschwindigkeiten
Die aktuelle CPRI-Spezifikation V 4.2 (Stand: 2. September 2011) unterstützt folgende Linkgeschwindigkeiten:
- 0614,4 Mbit/s
- 1228,8 Mbit/s (02 × 614,4 Mbit/s)
- 2457,6 Mbit/s (04 × 614,4 Mbit/s)
- 3072,0 Mbit/s (05 × 614,4 Mbit/s)
- 4915,2 Mbit/s (08 × 614,4 Mbit/s)
- 6144,0 Mbit/s (10 × 614,4 Mbit/s)
- 9830,4 Mbit/s (16 × 614,4 Mbit/s)

## Framestruktur
Die Dauer eines CPRI-Frames beträgt 10 ms. Dies entspricht der Dauer eines LTE-Radioframes. Der CPRI-Frame ist wiederum unterteilt:
- Ein CPRIFrame ist unterteilt in 150 Hyperframes
- Ein Hyperframe ist unterteilt in 256 BasicFrames
- Ein BasicFrames ist unterteilt in 16 Wörter
- Ein Wort ist 8 bis 128 Bit breit. Die unterschiedlichen Wortlängen sind abhängig von der Geschwindigkeit der Verbindung (siehe auch Linkgeschwindigkeiten).

Das erste Wort jedes BasicFrames (also 1/16 aller Daten) ist jeweils ein Steuerwort. Diese Steuerwörter enthalten Steuer- und Synchronisationsdaten, alle anderen Wörter enthalten Nutzdaten.

## Vorteile von CPRI gegenüber proprietären Schnittstellen
Bevor es standardisierte Schnittstellen zwischen Antennenmodul und Basisbandsignalverarbeitungseinheit gab, wurden meist proprietäre LVDS-Schnittstellen verwendet. Diese erfordern zum einen Absprachen zwischen Herstellern, da diese Schnittstellen nicht öffentlich gemacht wurden, zum anderen ist mit LVDS keine optische Übertragung möglich. Die Vorteile der optischen Übertragung sind vielschichtig, da diese gewährleistet, dass REC und RE räumlich bis zu einige Kilometer voneinander getrennt stehen können. Beispielsweise ist es möglich das RE, welches nur ein kleiner Teil der Basisstation ist, in unmittelbarer Nähe zu den Antennen zu montieren, während traditionelle Basisstationen so groß sind, dass sie nur am Fuß eines Antennenmastes und nicht oben am Mast montiert werden können. Hierdurch können die Leistungsverluste, die in den elektrischen Kabeln zwischen Verstärker (welcher sich im RE befindet) und Antennen entstehen vernachlässigt werden, da die Distanz zwischen Verstärker und Antenne sehr klein gehalten werden kann. Bisher beträgt der Verlust üblicherweise 3 dB bis 10 dB. Das bedeutet, dass 50 % – 90 % der Leistung verloren geht, bevor das Signal die Antenne erreicht. Ein weiterer Vorteil der räumlichen Trennung ist, dass eine Basisbandsignalverarbeitungseinheit für viele Antennenmodule verwendet werden kann, wodurch Rechenressourcen nach Bedarf verteilt werden können. Dies ist besonders daher interessant, da in modernen Mobilfunksystemen der Trend zu kleineren Funkzellen erkennbar ist.
Es gibt auch andere konkurrierende Standards die eine Schnittstelle zwischen Basisbandsignalverarbeitung und Antennenmodul beschreiben. Neben CPRI ist der OBSAI-Standard am weitesten verbreitet.